# فوجی تی-۷
فوجی تی-۷ (به انگلیسی: Fuji T-7) یک هواگرد ساختِ کارخانهٔ صنایع سنگین فوجی در کشور ژاپن است.